# Анджу
Анджу (кор. 안주시, 安州市, Anju-si, Anju-si) — місто в північнокорейській Південній провінції Пхьонан. Містом протікає річка Чхончхонган.

## Клімат
Місто знаходиться у зоні, котра характеризується вологим континентальним кліматом зі спекотним літом. Найтепліший місяць — липень із середньою температурою 23.9 °C (75 °F). Найхолодніший місяць — січень, із середньою температурою -7.2 °С (19 °F).
| Клімат Анджу            | Клімат Анджу | Клімат Анджу | Клімат Анджу | Клімат Анджу | Клімат Анджу | Клімат Анджу | Клімат Анджу | Клімат Анджу | Клімат Анджу | Клімат Анджу | Клімат Анджу | Клімат Анджу | Клімат Анджу |
| Показник                | Січ.         | Лют.         | Бер.         | Квіт.        | Трав.        | Черв.        | Лип.         | Серп.        | Вер.         | Жовт.        | Лист.        | Груд.        | Рік          |
| Абсолютний максимум, °C | 9            | 11           | 20           | 27           | 31           | 35           | 35           | 33           | 30           | 27           | 22           | 12           | 35           |
| Середній максимум, °C   | −3           | 0            | 7            | 14           | 20           | 24           | 26           | 27           | 23           | 17           | 7            | 0            | 13           |
| Середня температура, °C | −7           | −3           | 2            | 9            | 15           | 20           | 23           | 23           | 18           | 12           | 3            | −3           | 10           |
| Середній мінімум, °C    | −12          | −8           | −1           | 4            | 10           | 16           | 20           | 20           | 13           | 6            | 0            | −7           | 5            |
| Абсолютний мінімум, °C  | −27          | −22          | −16          | −6           | 2            | 7            | 12           | 11           | 2            | −10          | 0            | −22          | −27          |
| Днів з опадами          | 9            | 7            | 8            | 10           | 11           | 12           | 17           | 13           | 10           | 8            | 11           | 8            | 124          |
| Днів з дощем            | 2            | 2            | 6            | 10           | 11           | 12           | 17           | 13           | 10           | 8            | 10           | 3            | 104          |
| Днів зі снігом          | 7            | 6            | 3            | 0            | 0            | 0            | 0            | 0            | 0            | 0            | 2            | 6            | 24           |
| ----------------------- | ------------ | ------------ | ------------ | ------------ | ------------ | ------------ | ------------ | ------------ | ------------ | ------------ | ------------ | ------------ | ------------ |
| Джерело: Weatherbase    |              |              |              |              |              |              |              |              |              |              |              |              |              |

## Економіка
Поряд з Анджу розташовані значні поклади (понад 130 мільйонів тонн) антрацитного вугілля, а в самому місті розміщено найбільші в країні потужності вугільної промисловості.
Також в Анджу розташований Намхунський хімічний комплекс, одне з найважливіших північнокорейських підприємств хімічної промисловості.

## Транспорт
Анджу обслуговують різні залізничні станції на гілках Пхеньян—Сінийджу та Сінийджу—Кечхон Корейської державної залізниці.